# D. J. Augustin
Darryl Jerard Augustin Jr. (New Orleans, Luisiana, 10 de noviembre de 1987) es un exjugador de baloncesto estadounidense que disputó 14 temporadas en la NBA. Mide 1,80 metros de estatura, y jugaba en la posición de base.
En junio de 2025 se une a los Houston Rockets como asesor.

## Trayectoria deportiva

### Inicios
La familia de Augustin se vio forzada a abandonar Nueva Orleans a causa del Huracán Katrina, teniendo que jugar su último año de High School en Texas. A pesar de ello, obtuvo su diploma de su antigua escuela, aunque su ceremonia de graduación se celebró en el Toyota Center de Houston con sus nuevos compañeros. Mientras permaneció en su primitivo colegio, ganó dos títulos estatales.
En su último año de instituto, y en el primer partido que jugaba lejos de su hogar, D.J. estuvo a punto de conseguir un triple-doble, tras anotar 29 puntos, capturar 8 rebotes y dar 14 asistencias, en un partido que acabó con la victoria de su equipo por 83-59. Al acabar la temporada fue elegido por el periódico Houston Chronicle jugador del año, y jugó el McDonald's All-American, donde se enfrentó al que poco después sería su compañero en la Universidad de Texas y que ganó el MVP ese año, Kevin Durant.

### Universidad
Freshman

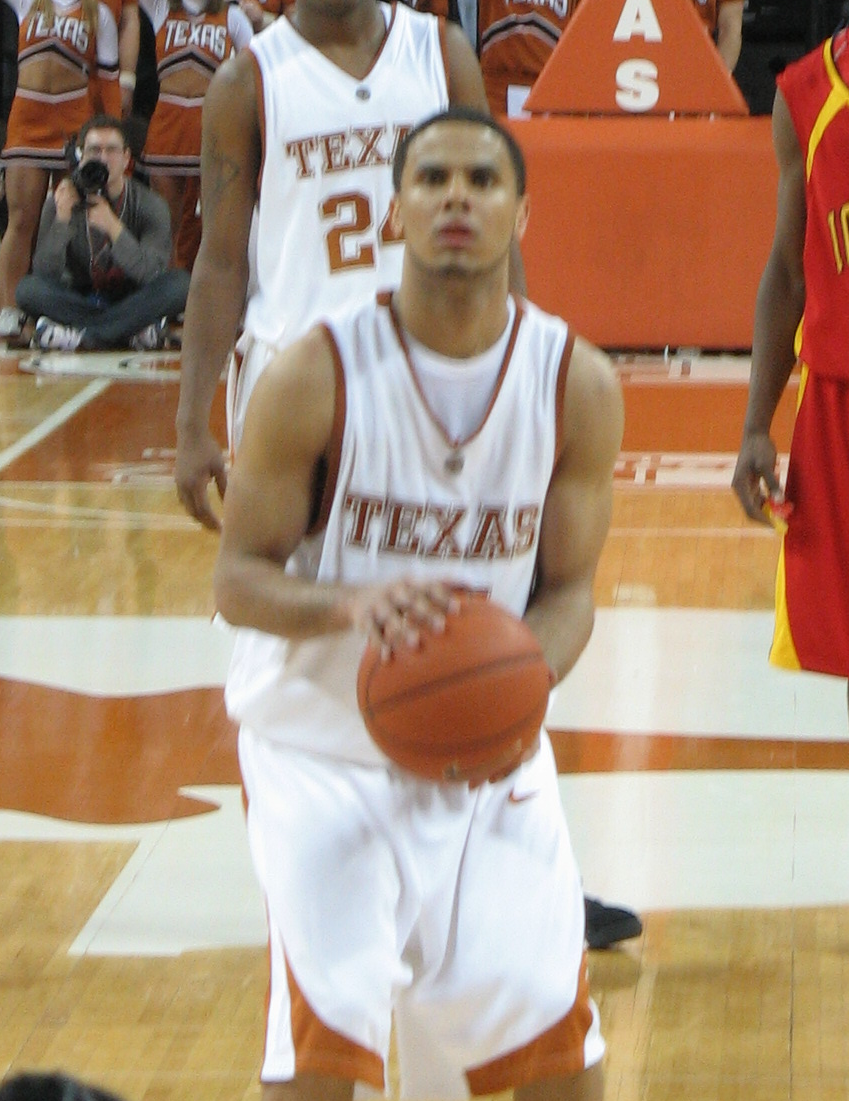
Augustin con Texas Longhorns en 2007.

Augustin fue uno de los siete novatos que se incorporaron a la disciplina de los Longhorns de la Universidad de Texas en la temporada 2006-2007. Fue titular en la totalidad de los 35 partidos disputados por su equipo, promediando 14,4 puntos y 6,7 asistencias por partido, lo que hizo que fuera elegido en el mejor quinteto de novatos y en el segundo quinteto total de la Big 12 Conference, tanto por los entrenadores como por la Associated Press.
Tuvo ocasión ese año de acudir al draft de la NBA junto con su compañero Kevin Durant, elegido a la postre en la segunda posición del mismo, pero decidió continuar un año más formándose en la universidad.
Sophomore
Augustin, junto al jugador de la Universidad de Texas A&M Joseph Jones, fue portada de la revista Sports Illustrated del 15 de noviembre de 2007. Esa temporada promedió 19,2 puntos y 5,8 asistencias, siendo galardonado al finalizar la temporada con el prestigioso Bob Cousy Award que concede el Naismith Memorial Basketball Hall of Fame al mejor base universitario del año. El 23 de abril de 2008 se declaró elegible para el Draft de la NBA.

#### Estadísticas
| Año     | Equipo | PJ | PT | MPP  | %TC  | %3P  | %TL  | RPP | APP | ROB | TPP | PPP  |
| ------- | ------ | -- | -- | ---- | ---- | ---- | ---- | --- | --- | --- | --- | ---- |
| 2006–07 | Texas  | 35 | 35 | 35.6 | .449 | .441 | .838 | 2.8 | 6.7 | 1.5 | .1  | 14.4 |
| 2007–08 | Texas  | 38 | 38 | 37.3 | .439 | .381 | .783 | 2.9 | 5.8 | 1.2 | .0  | 19.2 |
| Total   | Total  | 73 | 73 | 36.5 | .443 | .402 | .808 | 2.9 | 6.2 | 1.4 | .0  | 16.9 |

### Profesional

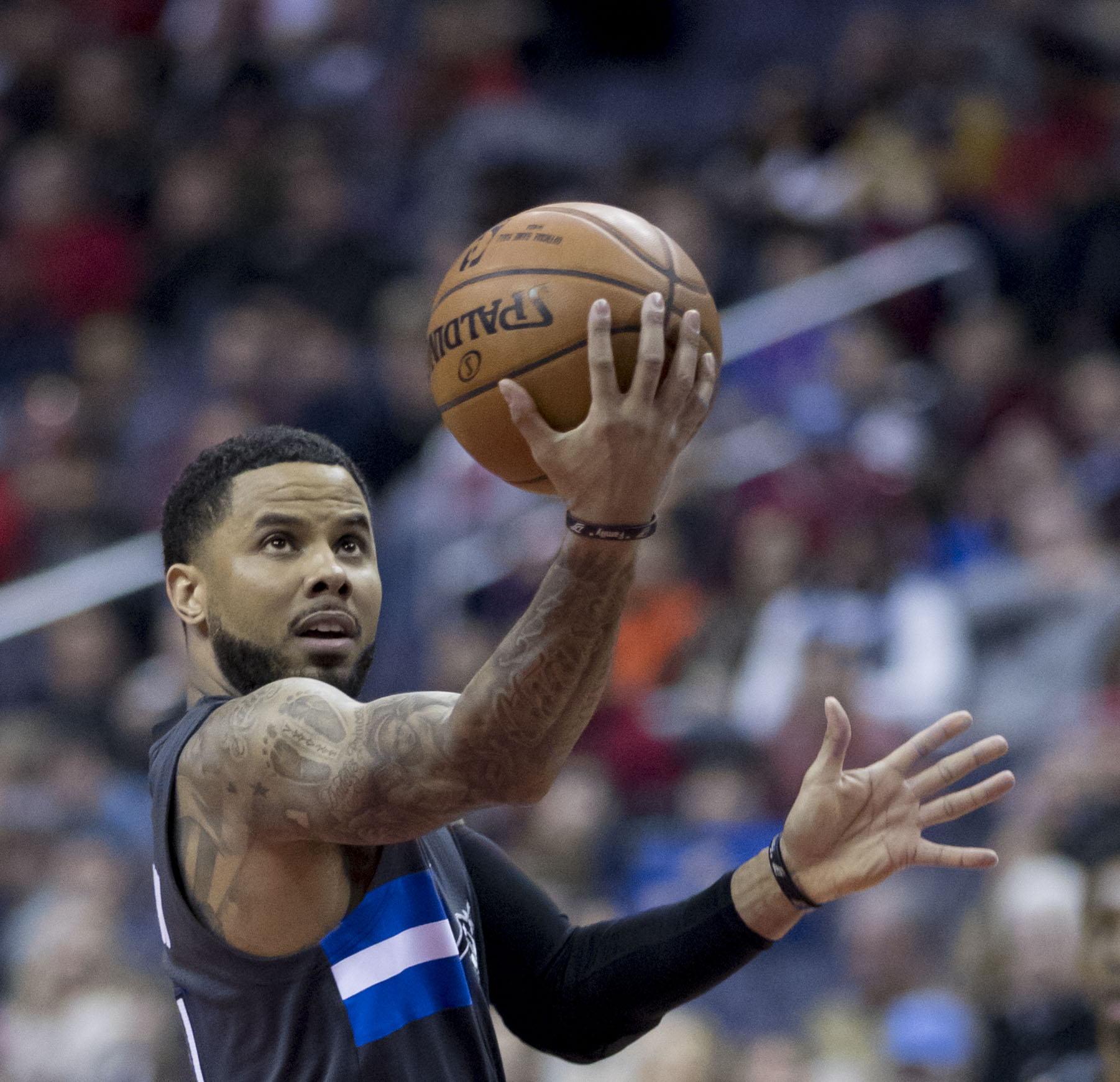
Augustin con los Magic en 2017.

Fue elegido en la novena posición del Draft de la NBA de 2008 por Charlotte Bobcats. El 8 de julio de 2008 firmó un contrato de 3.8 millones de dólares con el equipo. En su primera temporada en la liga fue incluido en el segundo mejor quinteto de rookies tras promediar 11.8 puntos, 3.5 asistencias y un 43.9% en triples.
El 13 de julio de 2012 firmó un contrato de un año con Indiana Pacers, donde jugó una única temporada, en la que promedió 4,7 puntos y 2,2 asistencias por partido.
El 22 de julio de 2013 fichó como agente libre por los Toronto Raptors.
El 19 de febrero de 2015 es traspasado a Oklahoma City Thunder en un acuerdo a tres bandas, en el cual además recalaron en el equipo Kyle Singler, Enes Kanter y Steve Novak, los Utah Jazz se hicieron con  Kendrick Perkins, Grant Jerrett, los derechos de Tibor Pleiß y dos futuras rondas del draft, y los Detroit Pistons recibieron a Reggie Jackson.
El 7 de julio de 2015 firmó un contrato por cuatro temporadas y 29 millones de dólares con los Orlando Magic.
Después de cuatro años en Orlando, el 21 de noviembre de 2020, ficha por Milwaukee Bucks. Tras 37 encuentros en Milwaukee, el 18 de marzo de 2021, es traspasado junto a D.J. Wilson a Houston Rockets, a cambio de P.J. Tucker y Rodions Kurucs.
Durante su segunda temporada en Houston, el 10 de febrero de 2022, fue cortado por los Rockets. El 1 de marzo, firma por Los Angeles Lakers hasta final de temporada.
El 23 de marzo de 2023, Augustin firmó con los Houston Rockets y regresó para una segunda temporada con la franquicia. Sin embargo, no apareció en ningún partido de los Rockets durante toda la temporada.
En noviembre de 2024, a los 36 años y tras 14 temporadas en la NBA, anunció su retirada como profesional.

## Estadísticas de su carrera en la NBA

### Temporada regular
| Año     | Equipo        | PJ  | PT  | MPP  | %TC  | %3P  | %TL   | RPP | APP | ROB | TPP | PPP  |
| ------- | ------------- | --- | --- | ---- | ---- | ---- | ----- | --- | --- | --- | --- | ---- |
| 2008-09 | Charlotte     | 72  | 12  | 26.5 | .430 | .439 | .893  | 1.8 | 3.5 | .6  | .0  | 11.8 |
| 2009-10 | Charlotte     | 80  | 2   | 18.4 | .386 | .393 | .779  | 1.2 | 2.4 | .6  | .1  | 6.3  |
| 2010-11 | Charlotte     | 82  | 82  | 33.6 | .416 | .333 | .906  | 2.7 | 6.1 | .7  | .0  | 14.4 |
| 2011-12 | Charlotte     | 48  | 46  | 29.3 | .376 | .341 | .875  | 2.3 | 6.4 | .8  | .0  | 11.1 |
| 2012-13 | Indiana       | 76  | 5   | 16.1 | .350 | .353 | .838  | 1.2 | 2.2 | .4  | .0  | 4.7  |
| 2013-14 | Toronto       | 10  | 0   | 8.2  | .292 | .091 | 1.000 | .4  | 1.0 | .1  | .0  | 2.1  |
| 2013-14 | Chicago       | 61  | 9   | 30.4 | .419 | .411 | .882  | 2.1 | 5.0 | .9  | .0  | 14.9 |
| 2014-15 | Detroit       | 54  | 13  | 23.8 | .410 | .327 | .870  | 1.9 | 4.9 | .6  | .0  | 10.6 |
| 2014-15 | Oklahoma City | 28  | 1   | 24.2 | .371 | .354 | .861  | 2.2 | 3.1 | .6  | .0  | 7.3  |
| 2015-16 | Oklahoma City | 34  | 0   | 15.3 | .380 | .393 | .765  | 1.3 | 1.9 | .4  | .1  | 4.2  |
| 2015-16 | Denver        | 28  | 0   | 23.5 | .445 | .411 | .819  | 1.9 | 4.7 | .9  | .1  | 11.6 |
| 2016-17 | Orlando       | 78  | 20  | 19.7 | .377 | .347 | .814  | 1.5 | 2.7 | .4  | .0  | 7.9  |
| 2017-18 | Orlando       | 75  | 36  | 23.5 | .452 | .419 | .868  | 2.1 | 3.8 | .7  | .0  | 10.2 |
| 2018-19 | Orlando       | 81  | 81  | 28.0 | .470 | .421 | .866  | 2.5 | 5.3 | .6  | .0  | 11.7 |
| 2019-20 | Orlando       | 57  | 13  | 24.9 | .399 | .348 | .890  | 2.1 | 4.6 | .6  | .0  | 10.5 |
| 2020-21 | Milwaukee     | 37  | 6   | 19.3 | .370 | .380 | .900  | 1.4 | 3.0 | .5  | .0  | 6.1  |
| 2020-21 | Houston       | 20  | 6   | 20.8 | .424 | .385 | .900  | 2.2 | 3.9 | .4  | .0  | 10.6 |
| 2021-22 | Houston       | 34  | 2   | 15.0 | .404 | .406 | .868  | 1.2 | 2.2 | .3  | .0  | 5.4  |
| 2021-22 | L.A. Lakers   | 21  | 0   | 17.8 | .453 | .426 | 1.000 | 1.3 | 1.6 | .3  | .0  | 5.3  |
| Total   | Total         | 976 | 334 | 23.4 | .412 | .381 | .867  | 1.8 | 3.9 | .6  | .0  | 9.5  |

### Playoffs
| Año   | Equipo    | PJ | PT | MPP  | %TC  | %3P  | %TL  | RPP | APP | ROB | TPP | PPP  |
| ----- | --------- | -- | -- | ---- | ---- | ---- | ---- | --- | --- | --- | --- | ---- |
| 2010  | Charlotte | 4  | 0  | 18.3 | .294 | .333 | .833 | 1.0 | 1.8 | .3  | .3  | 4.3  |
| 2013  | Indiana   | 19 | 1  | 16.6 | .380 | .396 | .806 | .8  | .7  | .4  | .0  | 5.2  |
| 2014  | Chicago   | 5  | 0  | 28.2 | .292 | .269 | .895 | 1.6 | 4.8 | .6  | .0  | 13.2 |
| 2019  | Orlando   | 5  | 5  | 28.2 | .488 | .476 | .875 | 1.6 | 3.8 | .4  | .2  | 12.8 |
| 2020  | Orlando   | 5  | 0  | 25.6 | .391 | .471 | .957 | 2.0 | 6.0 | .2  | .0  | 13.2 |
| Total | Total     | 38 | 6  | 21.0 | .368 | .390 | .874 | 1.2 | 2.4 | .4  | .1  | 8.2  |